# Alexander Warbanow
Alexander Warbanow (bulgarisch Александър Върбанов; * 9. Mai 1964 in Novi Pazar, Bulgarien) ist ein ehemaliger bulgarischer Gewichtheber.

## Karriere
Warbanow gewann 1983 die Welt- und Europameisterschaft in Moskau im Mittelgewicht bis 75 kg mit 370,0 kg im Zweikampf vor Wladimir Kusnezow, welcher ebenfalls 370,0 kg erzielte, aber schwerer war.
1984 konnte Warbanow aufgrund des Olympiaboykotts der Oststaaten nicht an den Olympischen Spielen teilnehmen. Im Mittelgewicht gewann Karl-Heinz Radschinsky Gold mit 340,0 kg im Zweikampf. Warbanow hatte bei der EM zuvor den zweiten Platz belegt und hätte sicherlich zu den Medaillenfavoriten gezählt werden können.
Ein Jahr später konnte Warbanow die Europameisterschaft in Katowice für sich entscheiden und gewann Gold im Zweikampf mit 360,0 kg vor Joachim Kunz. Auch den Weltmeistertitel in Södertälje errang er souverän mit 370,0 kg.
1986 wiederholte er dies und gewann erneut die Europa- und die Weltmeisterschaft. Bei der WM in Sofia konnte er sich auf 377,5 kg steigern und stellte damit Sdrawko Stoitschkows Weltrekord im Zweikampf ein. Im Stoßen stellte er mit 215,0 kg einen eigenen Weltrekord auf.
In Seoul 1987 konnte er diesen auf 215,5 kg steigern, sowie den Weltrekord im Zweikampf auf 380,0 kg. Die EM 1987 schloss er als Zweiter hinter seinem Landsmann Borislaw Gidikow ab, die WM ein weiteres Mal als Sieger mit 370,0 kg.
Bei den Olympischen Spielen 1988 lag Warbanow schon nach dem Reißen 10 kg auf den Erstplatzierten zurück. Mit 157,5 kg konnte er Gidikows 167,5 kg nur wenig entgegensetzen. Im Stoßen brachte Warbanow 200,0 kg in die Wertung ein, erreichte somit 357,5 kg und blieb damit deutlich unter seiner Leistung der Vorjahre, bedenkt man, dass er im selben Jahr noch den Weltrekord im Zweikampf auf 382,5 kg erhöht hatte. Letztendlich reichte diese Leistung für den dritten Platz hinter Gidikow mit 375,0 kg und Ingo Steinhöfel mit 360,0 kg.
1989 war Warbanows letztes Jahr als aktiver Heber. Bei den Weltmeisterschaften belegte er im Zweikampf den vierten Platz mit 350,0 kg und den dritten Platz im Stoßen. Bei den Europameisterschaften, die wieder zusammen mit der WM als ein Wettbewerb ausgetragen wurden, reichte dies für den zweiten Platz.

## Weltrekorde
(Mi = Mittelgewicht, Klasse bis 75 kg)
- 1983 in Lille, Mi, 367,5 kg im Zweikampf;
- 1983 in Moskau, Mi, 210,0 kg im Stoßen;
- 1984 in Warna, Leichtgewicht (Klasse bis 67,5 kg), 200,0 kg im Stoßen;
- 1985 in Södertälje, Mi, 211,5 kg im Stoßen;
- 1985 in Monte Carlo, Mi, 212,0 kg im Stoßen;
- 1986 in Karl-Marx-Stadt, Mi, 212,5 kg im Stoßen;
- 1986 in Sofia, Mi, 215,0 kg im Stoßen;
- 1987 in Seoul, Mi, 380,0 kg im Zweikampf;
- 1987 in Seoul, Mi, 215,5 kg im Stoßen;
- 1988 in Plowdiw, Mi, 382,5 kg im Zweikampf.[2]